# إنجعافن (إيموزار)
إنجعافن هي إحدى مشيخات المملكة المغربية، تتبع جغرافيا لعمالة أكادير إدا وتنان وإداريًا لإيموزار. يقدر عدد سكانها بـ 906 نسمة حسب الإحصاء الرسمي للسكان والسكنى لسنة 2004.